# Forestville, Québec
Forestville är en stad (kommun av typen ville) och tätort (centre de population) i provinsen Québec i Kanada. Den ligger i regionen Côte-Nord, i den östra delen av landet, 600 km nordost om huvudstaden Ottawa. Antalet invånare vid folkräkningen 2021 var 2 892 i kommunen och 2 193 i tätorten.